# Table des caractères Unicode/U1AB0
Cette page contient des caractères spéciaux ou non latins. S’ils s’affichent mal (▯, ?, etc.), consultez la page d’aide Unicode.
Table des caractères Unicode U+1AB0 à U+1AFF.

## Diacritiques – compléments(Unicode 7.0 à 14.0)
Utilisés comme signes diacritiques se combinant avec le caractère qu’ils suivent. Ce bloc contient de nombreux signes spécialisés, souvent dérivés de règles de transcription en dialectologie européenne : signes diacritiques complémentaires utilisés en dialectologie allemande, signes diacritiques complémentaires entourant d’autres signes diacritiques ou des lettres (souvent destinés à indiquer la possibilité d’une application partielle ou aléatoire d’un autre diacritique), signes diacritiques utilisés en dialectologie du scots, signes diacritiques complémentaires placés à côté ou autour d’autres diacritiques (les parenthèses gauches ou droites sont utilisées dans l’Alphabet phonétique international étendu en combinaison avec des diacritiques de sonorisation ou d’assourdissement pour indiquer une application partielle initiale ou finale), signe phonétique complémentaire (utilisé dans la notation transcriptionnelle de J. P. Harrington), signes diacritiques complémentaires dans l’API étendu, signes diacritiques complémentaires utilisés dans l’« Ormulum » (en moyen anglais naissant).
Ces signes sont ici présentés combinés à la lettre latine minuscule « o » (U+006F) à des fins de lisibilité. Ils ne sont toutefois pas réservés seulement pour l’écriture latine, mais aussi utilisés pour les écritures grecque, copte et cyrillique.

### Table des caractères
| en fr  | 0 | 1 | 2 | 3 | 4 | 5 | 6 | 7 | 8 | 9 | A | B | C | D | E | F |
| ------ | - | - | - | - | - | - | - | - | - | - | - | - | - | - | - | - |
| U+1AB0 | o᪰ | o᪱ | o᪲ | o᪳ | o᪴ | o᪵ | o᪶ | o᪷ | o᪸ | o᪹ | o᪺ | o᪻ | o᪼ | o᪽ | o᪾ | oᪿ |
| U+1AC0 | oᫀ | o᫁ | o᫂ | o᫃ | o᫄ | o᫅ | o᫆ | o᫇ | o᫈ | o᫉ | o᫊ | o᫋ | oᫌ | oᫍ | oᫎ |   |
| U+1AD0 |   |   |   |   |   |   |   |   |   |   |   |   |   |   |   |   |
| U+1AE0 |   |   |   |   |   |   |   |   |   |   |   |   |   |   |   |   |
| U+1AF0 |   |   |   |   |   |   |   |   |   |   |   |   |   |   |   |   |

### Historique

#### Version initiale Unicode 7.0
| v · d · m | 0 | 1 | 2 | 3 | 4 | 5 | 6 | 7 | 8 | 9 | A | B | C | D | E | F |
| --------- | - | - | - | - | - | - | - | - | - | - | - | - | - | - | - | - |
| U+1AB0    | o᪰ | o᪱ | o᪲ | o᪳ | o᪴ | o᪵ | o᪶ | o᪷ | o᪸ | o᪹ | o᪺ | o᪻ | o᪼ | o᪽ | o᪾ |   |
| U+1AC0    |   |   |   |   |   |   |   |   |   |   |   |   |   |   |   |   |
| U+1AD0    |   |   |   |   |   |   |   |   |   |   |   |   |   |   |   |   |
| U+1AE0    |   |   |   |   |   |   |   |   |   |   |   |   |   |   |   |   |
| U+1AF0    |   |   |   |   |   |   |   |   |   |   |   |   |   |   |   |   |

#### Compléments Unicode 13.0
| v · d · m | 0 | 1 | 2 | 3 | 4 | 5 | 6 | 7 | 8 | 9 | A | B | C | D | E | F |
| --------- | - | - | - | - | - | - | - | - | - | - | - | - | - | - | - | - |
| U+1AB0    |   |   |   |   |   |   |   |   |   |   |   |   |   |   |   | oᪿ |
| U+1AC0    | oᫀ |   |   |   |   |   |   |   |   |   |   |   |   |   |   |   |

#### Compléments Unicode 14.0
| v · d · m | 0 | 1 | 2 | 3 | 4 | 5 | 6 | 7 | 8 | 9 | A | B | C | D | E | F |
| --------- | - | - | - | - | - | - | - | - | - | - | - | - | - | - | - | - |
| U+1AC0    |   | o᫁ | o᫂ | o᫃ | o᫄ | o᫅ | o᫆ | o᫇ | o᫈ | o᫉ | o᫊ | o᫋ | oᫌ | oᫍ | oᫎ |   |